# Медаль «Махтумкули Фраги»
Медаль «Махтумкули Фраги» (туркм. «Magtymguly Pyragy») — государственная награда Туркменистана.

## Положение о медали
1. Медаль Туркменистана «Magtymguly Pyragy» является государственной наградой Туркменистана.
2. Медаль Туркменистана «Magtymguly Pyragy» учреждена с целью награждения за большие заслуги в изучении, распространении и пропаганде творческого наследия великого мыслителя туркменского народа Махтумкули Фраги.
3. Медалью Туркменистана «Magtymguly Pyragy» награждаются граждане Туркменистана:
- за большие заслуги в деле реализации крупномасштабных программ Президента Туркменистана по развитию системы культуры;

- за научные исследования, внёсшие большой вклад в развитие национальной культуры Туркменистана, большие заслуги в возрождении и бережном сохранении культурного наследия туркменского народа, духовных ценностей, восходящих к древности, в изучении и распространении творческого наследия поэта-классика туркменской литературы Махтумкули Фраги;

- за большие заслуги в науке, образовании, культуре, литературе и искусстве, блестящие творческие успехи, высокое мастерство, за особые заслуги в пропаганде духовных ценностей, пополнивших сокровищницу прогрессивной мировой культуры, творчества Махтумкули Фраги, его важных политико-философских, общественных, гуманистических и нравственных взглядов, ставших несокрушимым оплотом туркменского общества;

- большой личный вклад и плодотворную деятельность по реализации гуманистических принципов Махтумкули Фраги;

- за большие заслуги в воспитании подрастающего молодого поколения в духе уважения к национальным ценностям, историческому наследию, к древним традициям и обычаям туркменского народа, любви к Родине, трудолюбия, мужества и отваги;

- за большие заслуги в развитии культурных связей между Туркменистаном и другими государствами и международными организациями, в сближении и обогащении культур, за особые заслуги в укреплении дружбы и сотрудничества между народами.

4. Медалью Туркменистана «Magtymguly Pyragy» могут быть награждены иностранные граждане и лица без гражданства, имеющие особые заслуги в развитии культурных и других дружественных связей с Туркменистаном, в изучении, распространении и пропаганде творческого наследия Махтумкули Фраги.
5. Лицам, удостоенным медали Туркменистана «Magtymguly Pyragy», вручаются медаль Туркменистана «Magtymguly Pyragy» и удостоверение.
6. Лицам, награждённым медалью Туркменистана «Magtymguly Pyragy», выплачивается единовременная премия в пятикратном размере среднемесячного размера заработной платы и устанавливается ежемесячная надбавка к заработной плате, должностному окладу, пенсии, пособию или стипендии в размере 20 процентов от среднемесячного размера заработной платы.
Лица, награждённые медалью Туркменистана «Magtymguly Pyragy», пользуются льготами в случаях и порядке, установленными законодательством Туркменистана.

## Описание медали
Медаль имеет форму восьмиугольника с заострёнными углами. Пространство между углами соединяется полукругами, покрытыми позолотой, в них изображены линии в виде солнечных лучей. Общий диаметр медали — 42 мм. В каждом углу восьмиугольника находятся по три бриллианта и друг над другом размещены два выпуклых круга общим диаметром 33,5 мм. В верхней части внешнего круга, покрытого эмалью зелёного цвета, имеется позолоченная надпись «MAGTYMGULY PYRAGY», а в нижней части расположены расходящиеся позолоченные оливковые ветви. Во внутреннем круге диаметром 25,5 мм, цвета которого сочетаются, на фоне контурного изображения земного шара изображены выпуклые силуэт сидящего с пером в руке Махтумкули Фраги в национальном наряде и национальные письменные принадлежности. Круг покрыт позолотой и отполирован. Национальные письменные принадлежности — белого цвета. Медаль соединяется с помощью колечка с колодкой прямоугольной формы, покрытой эмалью зелёного цвета и окантованной позолоченным орнаментом, размером по высоте — 20,8 мм, шириной — 30,6 мм. Колодка выполнена в форме покрытого эмалью изображения Государственного флага Туркменистана. Медаль Туркменистана «Magtymguly Pyragy» и её колодка изготавливаются из серебра 925 пробы, покрытого позолотой.

## Обладатели Медали
- Абдулхекимов, Вепа Сердарович
- Агамурадов, Пурли Нурмамедович
- Айдогдыев, Максат Тотурбабаевич
- Айдогдыев, Эсен Мухаммедович
- Акмурадов, Махтумкули Киясович
- Амангельдыев, Дадебай Сапарович
- Амандурдыев, Парахат
- Аманнепесов, Нурмухаммед Какабаевич
- Бердымухамедов, Сердар Гурбангулыевич
- Бокова, Ирина
- Бюльбюль оглы, Полад
- Гелдимурадов, Чары
- Гельдыниязов, Мамедмурад
- Джумаев, Шохрат Дурдыкулыевич
- Жилкин, Александр Александрович
- Касеинов, Дюсен Курабаевич
- Кулиева, Мая
- Курбанмамедов, Тачмамед Сапармамедович
- Маммедова, Гульшат Сахыевна
- Мередов, Рашид Овезгельдыевич
- Миннуллин, Роберт Мугаллимович
- Мовчан, Павел Михайлович
- Мурадов, Гочмурад Аширмухаммедович
- Мухаммедов, Мухаммедкули Атамухаммедович
- Ниязлиев, Батыр Гурбанмырадович
- Ниязов, Чары Гельдиевич
- Нурбердыева, Акджа Таджиевна
- Оразгельдыев, Эсенмурад
- Оразмурадов, Довран Рахимбердыевич
- Оразов, Меред Байрамович
- Рустамова, Чинар Таджиевна
- Сафарян, Александр Виленович
- Симонян, Арам Грачаевич
- Таганов, Сейитмырат Эйямбердиевич
- Шерипов, Елдаш Халлыевич
- Энермурадов, Овезмурад Исламович